# Zubkowo (wieś w obwodzie nowosybirskim)
Zubkowo (ros. Зубково) – wieś (sieło) w Rosji, w obwodzie nowosybirskim, w rejonie krasnoziorskim. W 2021 liczyła 627 mieszkańców.